# 馬込町 (東京府)
馬込町（まごめまち）は、東京府荏原郡にかつて存在した町である。東京都大田区の北部に位置する。

## 沿革
- 1889年（明治22年）5月1日 - 町村制の施行に伴い、馬込村の全域と、池上村の一部（残部は池上村に編入）が合併して馬込村が発足[1]。
- 1923年（大正12年）4月 - 字原丸・狢窪と、碑衾村大字碑文谷字南原の間の境界を変更[2]。
- 1928年（昭和3年）1月1日 - 馬込村が町制施行して馬込町となる[3]。
- 1932年（昭和7年）
  - 5月 - 荏原町と共に東京市荏原区に編入される案が出されるが、財政状況の悪い荏原町との合併を嫌い、反対運動が起きる[4]。
  - 10月1日 - 荏原郡全域が東京市に編入、馬込町の区域は大森区となる[5]。
- 1947年（昭和22年）3月15日 - 大森区が蒲田区と合併し、大田区を設置[6]。

## 地域
各項目内の箇条書きは、小字の一覧である。ふりがなは『馬込村誌』による。

### 東京市編入時に大森区馬込町東になった地域
東部逓信局編『東京府荏原郡馬込村』(1917)によると、大字馬込となっている。一方、東京市役所編『大東京新区町名地番表』(1932)によると、大字が設定されていない。
現在の町名：東馬込1・2丁目、南馬込1 - 6丁目、北馬込2丁目、中馬込2・3丁目、中央5丁目
- 小宿
- 中井
- 平張
- 東
- 谷中
- 久保 - 馬込小学校付近。
- 北久保 - 現在横須賀線と環七通りが交差する付近。
- 松原
- 堂寺
- 霜田 - 現在の横須賀線霜田踏切付近。
- 後谷（）
- 赤羽
- 天沼

### 東京市編入時に大森区馬込町西になった地域
『東京府荏原郡馬込村』によると、平塚のみ大字池上、その他が大字馬込となっている。一方、『大東京新区町名地番表』によると、大字が設定されていない。
現在の町名：西馬込1・2丁目、南馬込4 - 6丁目、北馬込1・2丁目、中馬込1 - 3丁目、上池台4丁目
- 上䑓
- 根古屋
- 中田
- 将監谷（）
- 道々女木（）
- 埋田
- 塚越
- 中丸
- 大谷（）
- 大久保
- 二本木（）
- 宮下 - 長遠寺付近。
- 和田
- 入原（）
- 貝塚
- 寺郷
- 浅間丸
- 山野
- 平塚

### 東京市編入時に大森区北千束町・南千束町になった地域
『東京府荏原郡馬込村』によると、大字馬込となっている。一方、『大東京新区町名地番表』によると、大字北千束と大字南千束に分かれており、小字は設定されていない。
現在の町名：北千束1 - 3丁目、南千束1 - 3丁目
- 長原 - 洗足池の東側。
- 石原
- 八幡丸 - 洗足池の北側・西側。
- 出穂山
- 清水窪 - 大岡山駅付近。
- 狢窪 - 現在の北千束駅付近。
- 原丸

## 行政

### 村長
- 加藤為太郎 - 初代村長。1889年7月1日就任。[11]
- 平林重郎右衛門[12]
- 岸田鈴太郎[12]

### 町長
- 野村嘉七 - 1928年1月1日就任[13]

## 人口

### 江戸時代 - 明治初期
宗門人別帳に基づく人口推移は以下の通りであった。なお、町村制施行時に池上村から馬込村に編入した地区は含まない。1834年から1840年の人口減少について、『大田区史 中巻』459頁では、1836年の大凶作飢饉の影響だと推測している。
| 年                 | 人口  | 戸数 |
| ------------------ | ----- | ---- |
| 1834年（天保05年） | 461人 | 91戸 |
| 1840年（天保11年） | 439人 | 86戸 |
| 1845年（弘化02年） | 455人 | 84戸 |
| 1850年（嘉永03年） | 458人 | 85戸 |
| 1856年（安政03年） | 470人 | 88戸 |
| 1861年（文久02年） | 487人 | 88戸 |
| 1865年（慶応元年） | 498人 | 90戸 |
| 1870年（明治03年） | 564人 | 94戸 |

### 明治 - 昭和
関東大震災で被害が大きかった地域からの移住や、鉄道の発達により、人口が急増した。
| 年                 | 人口     | 戸数    | 出典     |
| ------------------ | -------- | ------- | -------- |
| 1900年（明治33年） | 2,208人  |         | [ 17 ]   |
| 1905年（明治38年） | 2,470人  |         | [ 17 ]   |
| 1910年（明治43年） | 2,365人  |         | [ 17 ]   |
| 1915年（大正04年） | 2,485人  |         | [ 17 ]   |
| 1920年（大正09年） | 2,725人  | 458戸   | 国勢調査 |
| 1925年（大正14年） | 10,489人 | 2,368戸 | 国勢調査 |
| 1930年（昭和05年） | 23,025人 | 4,985戸 | 国勢調査 |

## 産業
馬込村であった当時は農業が盛んであった。とくにキュウリ生産が盛んで、明治時代には馬込半白胡瓜という品種が作出され地域の特産品になっていた。

## 施設
- 萬福寺
- 長遠寺

### 学校
- 馬込尋常高等小学校 - 現大田区立馬込小学校[22][23]
- 赤松尋常小学校 - 現大田区立赤松小学校[22][24]
- 馬込第二尋常小学校 - 現大田区立馬込第二小学校[25][26]

## 交通

### 鉄道
目黒蒲田電鉄（現:東急電鉄）
- 目黒線
  - 大岡山駅
- 大井町線
  - 池月駅→洗足公園駅（現:北千束駅）- 大岡山駅
  - 字天沼・寺郷などでは荏原町の荏原町駅が最寄駅となる。

池上電気鉄道（現:東急電鉄池上線）
- 長原駅

そのほか、字平張・小宿などでは入新井町の鉄道省京浜線（現:JR京浜東北線）大森駅が最寄駅となる。
現在は都営地下鉄浅草線の馬込駅、西馬込駅が存在するが、馬込町が存在した当時は開業していなかった。

### バス
- 五反田乗合自動車
  - 五反田駅前 - 中延 - 馬込村 - 洗足池 - 丸子渡し：1923年4月開業、中延 - 丸子渡し間は1925年9月廃止[27]。
  - 五反田駅 - 中延 - 馬込村 - 丸子多摩川：五反田 - 馬込間は1927年9月9日開通、馬込 - 丸子多摩川間は1928年5月19日延伸[28]。
- 城南乗合自動車（現:東急バス）
  - 馬込町 - 大井町谷垂 - 森前（現:西大井）- 立会川 - 大井町駅前：立会川 - 大井町駅前間は1931年延長[29]。

### 道路
平安時代までにはすでに品川道が作られ、東京湾と武蔵国の国府である府中を結ぶ街道になっていた。
- 中原街道[32]

現在は第二京浜国道（国道1号）、環七通りが通過しているが、馬込町が存在した当時は開通していなかった。